# Carly Schroeder
Carly Brook Schroeder (Valparaiso, 18 de outubro de 1990) é uma atriz estadunidense e oficial do Exército dos Estados Unidos. Ela é mais conhecida por interpretar Serena Baldwin, a filha de Scotty Baldwin e Lucy Coe no spin-off Port Charles, da soap opera General Hospital. Também tinha um papel recorrente em Lizzie McGuire da Disney Channel. Em 2007 desempenhou o papel principal em Gracie, um filme inspirado em uma tragédia da vida real durante a infância dos atores Elisabeth Shue e Andrew Shue. Carly tem um irmão mais novo, Hunter Schroeder, que também é ator, aparecendo com ele em Gracie e em Eye of the Dolphin.

## Biografia
Schroeder nasceu em Valparaiso, Indiana, e possui ascendência alemã. Seus pais, Paul e Kelli Schroeder atualmente vivem no Condado de Ventura, Califórnia. Em 1993, enquanto acompanhava um primo para um teste de atuação, o diretor de elenco perguntou se ela, que naquela feita tinha apenas 3 anos de idade, consideraria trabalhar para eles. Inicialmente a mãe dela estava hesitante sobre a questão, mas coisas como o dinheiro para uma educação universitária começaram a apelar para ela. Após o seu primeiro trabalho como modelo infantil de anúncios impressos, ela começou a trabalhar em Chicago para Sears, Roebuck and Company, Kmart, Spiegel, Land's End, Chuck E. Cheese's, entre muitos outros. Dois anos mais tarde, em 1995, o filho do diretor Bob Ebel lhe pediu para fazer alguns comerciais de televisão.
Em 1997, a rede de TV ABC contratou Schroeder para interpretar Serena Baldwin em General Hospital. Ela foi duas vezes nomeada para o Young Artist Award por seu trabalho no programa; uma vez em 1999 e novamente em 2000, bem como uma indicação para o Young Star Award em 1999 de Melhor Performance de Jovem Atriz em um programa de TV diurno.
Schroeder, em seguida, apareceu como Melina Bianco na série de televisão Lizzie McGuire da Disney Channel. Originalmente ela apareceria em apenas um episódio, porém ela atuou em doze episódios da série e também apareceu no filme The Lizzie McGuire Movie em 2003, com o mesmo papel. Em 2003, Schroeder fez um teste para seu primeiro longa-metragem e ganhou o papel de Millie no thriller Quase Um Segredo. O filme ganhou grande aclamação por Schroeder e do resto do elenco, e acabou vencedor do Humanitas Prize no Sundance Film Festival de 2004, e também recebendo o "Prêmio Distinção Especial" no Independent Spirit Festival de 2005 para "Melhor Elenco".
Gracie foi o próximo papel de Shroeder, em 2006. A fim de ganhar o papel, ela começou um intenso trabalho de preparo físico durante três meses, que incluíram um regime diário não somente físico, mas de formação em habilidades avançadas no futebol com atletas profissionais e formadores.
Enquanto Gracie estreava nos cinemas, Schroeder atuou em outro filme, No Mar com os Golfinhos, que recebeu um alto grau de atenção, ganhando dois prêmios da International Family Film Festival de 2007: Melhor Atriz Infantil para Schroeder, e Melhor Performance Dramática para o filme. O filme foi bem recebido e ainda continua a receber muitas honras, sendo incluído em uma seleção oficial para a Tribeca Film Festival, Delray Beach Film Festival, Kids First! Film Festival, Tiburon Film Festival, USA Family Film Festival e o Worldfest Houston Film festival.
No Kids First Awards, realizado em outubro de 2007, Schroeder recebeu o prêmio de "Melhor Atriz Emergente", enquanto o filme recebeu o Prêmio de Melhor Performance (para a idade de 12 a 18 anos). Participou também do filme "Forget Me Not" (2009), o qual estreou em 22 de outubro de 2009 no Grauman's Chinese Theater 6 em Hollywood, Califórnia.
Schroeder se formou na Thousand Oaks High School em junho de 2009 e se formou na Universidade Luterana da Califórnia em 2014 com especialização em comunicação e psicologia, e também em teatro.

## Prêmios
- Special Distinction Award da Independent Spirit Awards para Mean Creek (2004)
- Best Child Actor Award da Int. Family Film Festival para Eye of the Dolphin (2007)
- Best Emerging Actress da Kids First Awards para Eye of the Dolphin (2007)

## Carreira

### Televisão
- Port Charles - Serena Baldwin
- General Hospital - Serena Baldwin
- Dawson's Creek - Molly Sey,
- Lizzie McGuire - Melina Bianco
- The George Lopez Show - Ashley
- Cold Case - Brandi Beaudry
- Ghost Whisperer - Lisa Benzing
- Law & Order: Special Victims Unit -  Kim Garnet

### Filmografia
| Ano  | Filme                         | Papel           |
| ---- | ----------------------------- | --------------- |
| 2000 | Growing Up Brady              | Susan Olsen     |
| 2003 | The Lizzie McGuire Movie      | Melina Bianco   |
| 2004 | Quase Um Segredo (Mean Creek) | Millie          |
| 2006 | Firewall (filme)              | Sarah Stanfield |
| 2007 | Gracie (filme)                | Gracie Bowen    |
| 2007 | Prey (filme)                  | Jessica         |
| 2007 | No Mar com os Golfinhos       | Alyssa          |
| 2008 | Prayers for Bobby             | Joy Griffith    |
| 2009 | Forget Me Not                 | Sandy Channing  |
| 2010 | Slightly Single in L.A.       | Becca           |